# Šaukava
Šaukava (hist., pol. Szołkowo, Szawkowo, Szowkowo, Szowków, Szołków, Szołkowsk) – wieś na Litwie położona w rejonie wiłkomierskim okręgu wileńskiego, 3 km na północ od centrum Wiłkomierza.

## Historia

### Własność
W drugiej połowie XIX wieku część tutejszych dóbr była dziedzictwem rodziny Kontowtów herbu Pomian mieszkających w pobliskim dworze Szowkowo (Szowków, Szawkowo). Majątek ten należał do Zygmunta Kontowta, a następnie do jego syna Mieczysława, który prowadził tu wzorowe gospodarstwo i był zdobywcą wielu nagród agrotechnicznych. Dwór Szowkowo Kontowtów oznaczony jest na mapie WIG 1:100 000 z 1935 roku.
Inna część tych dóbr należała od początku XIX wieku do rodziny Krupek-Kozakowskich herbu Lilia Darta. Właścicielem tej części był Józef Kozakowski (1769–1850), syn Antoniego, podkomorzy wiłkomierski, prezydent graniczny ujezdu wiłkomierskiego w 1826 roku, następnie jego syn Karol Kozakowski, a następnie syn Karola Wacław. Ta część Szołkowa w 1859 roku liczyła 17 mieszkańców. Działała tu gorzelnia. Do rodziny tej należał też (nieistniejący już) folwark Promusz (obecnie na terenie wsi Kurany (lit. Kurėnai)) z młynem wodnym na rzeczce Promusze. Karol Kozakowski wzniósł tu (obecnie w pobliżu wsi Bernotiškiai, obok miejsca gdzie istniał dwór Kozakowskich Szołkowo) w 1857 roku murowany kościół pw. NMP Ostrobramskiej. Majątek (zapewne po okrojeniu przez litewską reformę rolną) Kozakowskich przed II wojną światową należał do Kaczyńskich, rodzina ta w 1941 roku została wywieziona na Syberię. Folwark został przekazany lokalnemu kołchozowi. W czasach radzieckich dwór został całkowicie zniszczony, pozostał jedynie kościół, który od 2008 roku jest zarejestrowany jako zabytek.
Jeszcze inna część tutejszych dóbr Szołkowo należała w XIX wieku do rodziny Klimowiczów,

### Lokalizacje poszczególnych obiektów
- Nieistniejący dwór Szowkowo Kontowtów: 55°17′25,1″N 24°47′10,1″E/55,290306 24,786139
- Nieistniejący dwór Szołkowo Kozakowskich: 55°17′55,4″N 24°48′37,3″E/55,298722 24,810361
- Kościół pw. NMP Ostrobramskiej: 55°18′05,8″N 24°48′11,6″E/55,301600 24,803233.

Dwór Szowkowo Kontowtów był odległy od dworu Szołkowo Kozakowskich o niecałe 2 km. Miejsce, w którym istniał dwór Szowkowo, jest odległe o 2,3 km od centrum obecnej wsi Šaukava, natomiast miejsce, gdzie był dwór Szołkowo, odległe jest od centrum wsi Šaukava o 4,2 km.

### Przynależność administracyjna
| rok  | liczba ludności |
| ---- | --------------- |
| 1902 | 50              |
| 1923 | 96 (folwark)    |
| 1959 | 91              |
| 1970 | 151             |
| 1979 | 211             |
| 1989 | 185             |
| 2001 | 186             |
| 2011 | 179             |

- W I Rzeczypospolitej – w powiecie wiłkomierskim województwa wileńskiego Rzeczypospolitej[2];
- po III rozbiorze Polski (od 1795 roku) powyższe majątki leżały w parafii Wiłkomierz, w gminie Konstantynowo (majątek Kontowtów)[3][5] i gminie Towiany (majątek Kozakowskich)[1] w powiecie wiłkomierskim (ujeździe) guberni wileńskiej (w latach 1797–1801 guberni litewskiej), a od 1843 roku – guberni kowieńskiej Imperium Rosyjskiego;
- po I wojnie światowej wieś należała do Litwy, która w okresie 1940–1990, jako Litewska Socjalistyczna Republika Radziecka, wchodziła w skład ZSRR;
- od 1990 roku wieś leży na terenie niepodległej Litwy.

## Nieistniejący dwór Kontowtów
Kontowtowie do I wojny światowej mieszkali w drewnianym dworze z nietynkowanych bali. Był to budynek dwukondygnacyjny z parterowymi skrzydłami. Na część środkową składały się dwa pseudoryzality, pomiędzy którymi wyrastała jeszcze jedna kondygnacja o kwadratowej podstawie, przykryta namiotowym dachem. Cały budynek był bogato przeszklony: drzwi, portfenetry i okna. Charakterystycznymi dla tego domu były cztery rzeźby figuralne, przedstawiające postacie alegoryczne, o wielkości zbliżonej do naturalnej, ustawione na rogach dwóch górnych tarasów frontowych. Dwór przykrywał dach gontowy o kształcie odpowiadającym skomplikowanej bryle domu.
Majątek Szawkowo Kontowtów został opisany w 11. tomie Dziejów rezydencji na dawnych kresach Rzeczypospolitej Romana Aftanazego.